# Белград на вода
Белградско крайбрежие, известно на сръбски като Белград на вода (на сръбски: Београд на води / Beograd na vodi), е проект за градско обновяване, ръководен от правителството на Сърбия, насочен към подобряване на градския пейзаж и икономиката на Белград чрез съживяване на амфитеатъра Сава, занемарен участък земя на десния бряг на река Сава, между Белградския панаир и моста Бранко. Стартира през 2014 г. с реконструкцията на сградата на Белградската кооперация, която приключва през юни същата година. Това е вторият по големина смесен комплекс в процес на изграждане в Европа, веднага след Минск Мир, на стойност 3,5 милиарда долара. Комплексът Belgrade Waterfront ще включва 7 000 жилищни единици за 14 000 жители, луксозни хотели, включително W Hotel и St. Regis, 2000 офиса, най-големият търговски център в Югоизточна Европа и обществени сгради в рамките на обща строителна площ от 1,8 милиона квадрата.
Проектът е иницииран през 2014 г. между правителството на Сърбия и Eagle Hills, водеща базирана в Абу Даби частна компания за инвестиции и развитие, фокусирана върху създаването на нови градски центрове на бързоразвиващи се международни пазари. Около 3,5 милиарда щатски долара ще бъдат инвестирани от сръбското правителство и техните партньори от ОАЕ. Проектът включва офис и луксозни жилищни сгради, Белградски парк, Сава Променада, петзвездни хотели и търговски център Galerija Belgrade. Централната точка на проекта е Кула Белград, нова градска забележителност. Издигайки се на 168 метра, тази сграда е проектирана от архитектурната фирма Skidmore, Owings & Merrill.

## Разположение
Комплекс Белград на вода е разположен на десния бряг на река Сава, в Сава Амфитеатър, заемащ централната част на града от моста Бранко до Белградския панаир. През 20-ти век, с изграждането на Нови Белград и разширяването на Белград на юг, 100 хектара от тази равнина на десния бряг на река Сава са занемарени. Продълговатият равнинен терен е ограден с хълмове, което му придава вид на театър. Оттам и името – Сава Амфитеатър.

### История на амфитеатър Сава
Съображенията за подреждането на тази част на Белград са започнали преди почти 100 години. За първи път през 1923 г. руският архитект Григорий Павлович Ковалевски в Генералния план за устройство и разширяване на Белград предвижда пространството между река Сава и железопътните линии като място за нови жилищни блокове. Тогава за първи път името Сава Амфитеатър е използвано за описание на района. По-късно, на архитектурния конкурс за реконструкцията на Теразийското плато през 1929 г., Никола Добрович посочва посоката на Теразие – маршрута на Савския амфитеатър. През следващите 80 години много архитекти и градоустройствени планове предвиждат подреждането на амфитеатъра на Сава и достъпа на града до реката.

## Проект

### Планиране
Идеята за Белград на вода се появява за първи път на 12 април 2012 г. като предизборно обещание на Александър Вучич, кандидатът, представляващ Сръбската прогресивна партия.
На 12 декември 2012 г. шейх Мохамед бин Зайед от Обединените арабски емирства и Мохамед Алабар, основателят на Emaar Properties, идват в Белград с генерален план за Белград на вода. Това е първият път, когато е посочен размерът на инвестиционното начинание, което вицепремиера Александър Вучич оценява на около 3,1 милиарда долара.
През 2014 г. правителството на Република Сърбия определя проекта за подреждане на Белград на вода като проект от особено значение за Република Сърбия и град Белград.

### Подобрения на инфраструктурата
Въпреки че зоната на Сава Амфитеатър е относително незаета, са необходими значителни инфраструктурни интервенции. Някои включват премахване на товарния автомобилен трафик чрез изграждане на моста Пупин и обходния път около Белград. Необходимо е да се премахнат значителен брой релси и цялата Главна жп гара от сегашното местоположение до местоположението на Прокоп и частично до гара Нови Белград. Освен това е преместена и централната автогара.
Проектът включва и подобряване на канализационната система и работи по ВиК, отоплителна, газова, електрическа, телекомуникационна и напоителна системи в съоръженията. При изготвянето на Устройствения план е посочено, че сумата за инфраструктурно развитие на терена е около 400 милиона евро, от които около 275 милиона са разходите за озеленяване в рамките на комплекса и около 125 милиона за нови съоръжения, разширения и връзки до други комунални услуги, отопление, канализация, газ и удължителни линии в целия град.

### Конструиране
Първите строителни работи на обекта започват през март 2014 г. с премахване на релсите и преместване на много кораби и останки, които са заседнали или акостирали в тази част на брега.
Сградата на Белградската кооперация е определена за седалище на компанията, която ще управлява проекта и ще извършва промоция и продажби. Тъй като от десетилетия е в занемарено състояние, първото нещо, което се прави, е реконструкция на сградата. Реконструкцията се провежда между март и юни 2014 г.
Генералният план и модел на цялата зона на Белград на вода е представен на 27 юни 2014 г. и изложен в реновираната сграда на Белградската кооперация. Премиерът Александър Вучич и директорът на компанията Eagle Hills Мохамед Алабар представят генералния план и е обявено, че инвестицията трябва да възлиза на 3,1 милиарда евро. Договорът за строителство е подписан на 26 април 2015 г. между Aлабар, който подписва от името на инвеститора, и вицепремиера и министър на строителството, транспорта и инфраструктурата Зорана Михайлович и директора на Белград на вода Александър Трифунович, които го подписват от името на Сърбия.
Проектът предвижда изграждането на 177 хектара земя в центъра на Белград с повече от един милион квадратни метра жилищна площ, 750 000 квадратни метра бизнес пространство, 62 000 квадратни метра обществени съоръжения и 242 000 квадратни метра пространство, заето от зеленина. Република Сърбия притежава 32% от капитала, докато Eagle Hills притежава 68%, а срокът за строителство е определен на 30 години.
Разрушаването на старите сгради започва през август, а строителството на първите две жилищни сгради – BW Residences – стартира през септември 2015 г.

## Строителство
Разрешението за строеж на първите съоръжения е издадено на 24 септември 2015 г. Крайъгълният камък е положен на 27 септември 2015 г. от министър-председателя Александър Вучич и председателя на Eagle Hills Мухамед Алабар.
Строителството на BW Residences, две жилищни двадесететажни сгради, започва в първата фаза. С площ от около 68 000 квадратни метра, всяка с височина 72 метра, близо до моста Миладин Зарич, на брега на Сава, тези сгради имат 296 апартамента. През 2018 г. всички апартаменти са разпродадени, като почти 300 семейства се преместват през същата година.
Крайъгълният камък за Кула Белград, новият символ на Белград, е положен на 15 април 2016 г. от премиера Александър Вучич, кмета на Белград Синиша Мали и председателя на Eagle Hills Мохамед Алабар. Също така е обявено, че Кула Белград ще бъде висока 168 метра, с 42 етажа. Първите 11 етажа ще бъдат запазени за луксозен хотел, а над него ще има 220 луксозни апартамента. На върха на сградата ще има ресторант и 360-градусова площадка за наблюдение.
Строителството на търговския център Galerija Belgrade, с брутна площ от 251 000 m2, започва през април 2017 г., последвано от строителството на две жилищни сгради – BW Vista и BW Parkview – по-късно същата година. Наемателите на жилищните сгради BW Vista и BW Parkview се нанасят през септември 2019 г., а булевард Удроу Уилсън и Белградският парк отварят врати през ноември същата година. През 2020 г. нови наематели се преместват в сградата на BW Magnolia.

### Фази на строителство
Предвижда се строителството да се извърши на четири етапа.
Първата фаза включва работи в централната крайбрежна част, с четири бизнес сгради, включително най-големият търговски център Кула Белград, част от хотелския комплекс и първата жилищна сграда.
Втората фаза включва аранжиране на пространството при мост Бранко и между мост Газела и Панаира. Тази фаза също включва изграждане на няколко жилищни сгради и реконструкция на защитени от закона сгради.
Третата фаза въвежда изграждането на централната част към ул. „Савска“ и жилищни и бизнес обекти.
В последната, четвърта фаза, планът включва изграждане на апартаменти и развлекателни и културни съоръжения.

### Статус на строителство

#### Завършени
- BW Residences – Две жилищни кули на брега на река Сава, всяка с по 20 етажа и общо 296 апартамента. Строителството започва на 27 септември 2015 г. и завършва през 2018 г.
- BW Parkview – Жилищна сграда с 23 етажа и 244 жилища. Строителството започва през декември 2016 г. и завършва през 2019 г.
- BW Vista – Жилищна сграда с 23 етажа и 228 апартамента. Строителството започва през декември 2016 г. и завършва през 2019 г.
- BW Magnolia – Жилищна сграда на пет етажа и 110 апартамента. Строителството е започнато през 2018 г. и е завършено през 2020 г.
- Galerija Belgrade – Най-големият търговски център в региона, с 93 000 m². Строителството е започнато на 26 март 2018 г. и е завършено през 2020 г. Открито е на 30 октомври 2020 г.

#### В процес на изграждане
- BW Aqua – Жилищна сграда с 23 етажа и 248 апартамента. Строителството започва през 2020 г., очакваната дата на завършване през 2023 г.
- BW Aria – Жилищна сграда с 21 етажа и 190 апартамента. Строителството започва през 2020 г., очакваната дата на завършване през 2022 г.
- BW Arcadia – Жилищна сграда с 24 етажа и 244 апартамента. Строителството започва през 2018 г., очакваната дата на завършване през 2021 г.
- BW Aurora – Жилищна и търговска кула с 23 етажа, 244 апартамента и височина 82 метра. Строителството започва през 2018 г., очакваната дата на завършване през 2021 г.
- BW Metropolitan – Жилищна сграда със 17 етажа и 325 апартамента, ресторанти и детска градина. Строителството започва през 2019 г., очакваната дата на завършване през 2021 г.
- BW Terra – Жилищна сграда с 19 етажа и 153 апартамента. Строителството започва през 2020 г., очакваната дата на завършване през 2023 г.
- BW Quartet – Жилищен комплекс, състоящ се от 4 сгради с общо 681 апартамента. Строителството започва през 2020 г., очакваната дата на завършване през 2023 г.
- BW Libera – Жилищна сграда с 16 етажа и 169 апартамента. Строителството започва през 2021 г., очакваната дата на завършване през 2023 г.
- BW Sole – Жилищна сграда с 16 етажа и 184 апартамента. Строителството започва през 2021 г., очакваната дата на завършване през 2024 г.
- BW Scala – Жилищна сграда с 13 етажа и 223 апартамента. Строителството започва през 2021 г., очакваната дата на завършване през 2024 г.
- BW Verde – Жилищна сграда с 23 етажа и 261 апартамента. Строителството започва през 2019 г., очакваната дата на завършване през 2022 г.
- BW Teraces – Жилищна сграда със 17 етажа и 132 апартамента. Строителството започва през 2020 г., очакваната дата на завършване през 2022 г.
- BW Simfonija – Две жилищни сгради с идентичен архитектурен изказ, с 16 етажа и 103 апартамента. Строителството започва през 2018 г.
- Кула Белград – Жилищна и търговска сграда с 42 етажа, 220 луксозни апартамента и 5-звезден хотел. Строителството започва на 15 април 2016 г., очакваната дата на завършване през 2022 г.

## Кула Белград
Кула Белград, висока 168 метра, е предвидена като централна точка на крайбрежието на Белград и бъдещ символ на столицата. Конструкцията му поставя нови стандарти в сръбската строителна индустрия и създава търговска марка, с която Белград ще бъде разпознаваем в целия свят. Кула Белград ще бъде най-високият хотел и жилищна кула в страната, включваща площадка за наблюдение и предназначена да помещава луксозния St. Regis Belgrade.

### Дизайн
Кула Белград е уникална в много аспекти, но това, което я отличава от другите сгради от този тип на пръв поглед, е нейният необичаен дизайн, който променя формата на 14 етажа, където сградата се „извива“. Завъртането на сградата представлява това, което прави Белград разпознаваем – вливането на река Сава в Дунав. Фасадата от стъклени панели ще отразява реките и панорамата на града, което придава вид на плавност и, въпреки че се откроява с размерите си, тя се вписва хармонично в тази част на града. Като най-високата сграда в Сърбия, Кула Белград ще има площадка за наблюдение на върха с панорамна гледка към целия град.
Интересното е, че това ще бъде първата сграда в Сърбия, която няма да има 13-ти етаж.
Кула Белград е проектирана от международно признатата дизайнерска фирма Skidmore, Owings & Merrill. Техните известни творби включват сградата 345 California Center в Сан Франциско, сградата Hancock и Willis Tower в Чикаго. Вероятно най-известната им сграда е Бурж Халифа в Дубай, най-високата сграда в света.

### Хотел
Хотел St. Regis Belgrade ще заеме първите 11 етажа на Kула Белград и ще предлага повече от 100 стаи и апартаменти с изглед към града или река Сава. Хотелът ще разполага с дестинационен ресторант на върха на кулата с панорамна гледка, целодневен ресторант, бар St. Regis, спа център, басейн и място за събития и срещи за специални тържества.

### Брандирани апартаменти
Кула Белград ще предложи първите брандирани апартаменти St. Regis в Европа. Така наречените The Residences в The St. Regis Belgrade ще предложат привилегирован начин на живот. Започвайки от 14-ия етаж на Кула Белград, резиденциите са добре обзаведени за съвременния живот.

### Кула Плаза
До Кула Белград ще се появи нов градски площад. Kула Плаза ще бъде ново обществено пространство във връзката между няколко важни връзки и продължението на новите и популярни велосипедни и пешеходни маршрути по река Сава. Плаза ще бъде домакин на концерти, фестивали, пазари, събития, развлечения, представления и сезонни събития като празничен пазар и пързаляне с кънки на лед. Пространството Плаза също ще разшири съседната бална зала Kула Белград и ще осигури ново място за социални събития на открито в този край. Кула Белград и Кула Плаза заедно заемат около 5 – 6000 квадратни метра пространство. Kула Плаза е проектирана от SWA Group.

## Галерия Белград
Галерия Белград, най-голямата дестинация за пазаруване, хранене и развлечения в региона, е открита на 30 октомври 2020 г. в присъствието на председателя на Eagle Hills Мохамед Алабар, президента на Сърбия Александър Вучич и министър-председателя Ана Бърнабич.
С обща площ от 300 000 кв.м., най-големият зелен покрив в региона и 3600 паркоместа, са приложени всички международни стандарти в бранша. В допълнение към най-големия батутен парк в тази част на Европа, има и Cineplexx Galerija Belgrade – мултиплекс кино с девет зали и повече от 1700 места, което представя най-добрата в света IMAX технология за прожектиране на филми на сръбския пазар.

### Безмитно пазаруване
Галерия Белград е единственото място в Сърбия, където чуждестранните посетители могат да получат възстановяване на ДДС веднага след покупка в три точки в мола. Тази услуга се предоставя чрез сътрудничество с Global Blue, световен лидер в пазаруването без данъци.

## Приходи и печалба
Приходите на компанията Belgrade Waterfront през 2021 г. ще възлязат на повече от 140 милиона евро, а прогнозната печалба се очаква да бъде над 25 милиона евро. Основният доход на компанията идва от продажбата на недвижими имоти, която отбелязва значителен напредък през годините, като от началото на строителството са продадени 3000 апартамента.
През 2018 г. и 2019 г. общите приходи са над 170 милиона евро.
Финансови отчети на дружеството Belgrade Waterfront d.o.o. ясно показват положителен ръст от над 11 милиона евро от началото на проекта. Стойността на бизнес активите е повече от 700 милиона евро.

## Критика
През юли 2014 г. група от 50 международни учени и експерти по градско развитие и планиране от Международната мрежа за градско изследване и действие (INURA) написват отворено писмо до хората в Белград, в което изразяват своята загриженост относно проекта Белград на вода и потенциалното икономическо и екологично въздействие върху града.
Сред жителите на Белград има голямо презрение към проекта. Критикуваните точки включват липсата на процес на обществено допитване, както и разминаването между начина на живот на средната и висшата класа в Белград, от една страна, и целевата група на построените апартаменти, от друга страна. В допълнение към това, непрозрачността и възприемането на задкулисния характер на сделката за Белград на вода предизвиква истински гняв, изразен най-видимо от уличните протести, организирани от движението Не позволявайте на Белград да бъде унищожен, обвинявайки правителството в пране на пари и корупция.
През май 2016 г. хиляди хора излизат на улицата, за да протестират срещу инцидент, при който десетки мъже с маски разрушават сгради в района, където се планира изграждането на комплекса Белград на вода. Противоположно на твърденията на протестиращите, правителството отрича всякаква отговорност и знание за събитието.

## Награди
- 2018: Проектът Белград на вода спечелва Европейската награда за недвижими имоти в категорията „Най-добро комплексно строителство“.
- 2019: Проектът Белград на вода спечелва European Property Awards в категорията „Най-добър комплекс със смесено предназначение“ за втора поредна година.
- 2020: Проектът Белград на вода спечелва Европейската награда за имоти в категорията „Уеб сайт за разработчици“, присъдена за най-добрите европейски проекти за недвижими имоти и търговия на дребно.
- 2021: Галерия Белград спечелва наградата EuropaProperty CEE Retail & Marketplace в категорията за най-добър голям търговски център в Централна и Източна Европа.